# 게이한 우지선
우지 선(일본어: 宇治線)은 일본 교토부 교토시 후시미구의 주쇼지마 역부터 교토 부 우지시의 우지 역을 잇는 게이한 전기 철도의 철도 노선이다.

## 노선 정보
- 노선 거리 (영업 거리) : 7.3 km
- 궤간 : 1,435mm
- 역 수 : 8역 (기·종점역 포함)
- 복선화 구간 : 전 구간
- 전철화 구간 : 전 구간 전철화 (직류 1,500V)
- 폐색 방식 : 자동 폐색식
- 건널목 수 : 19개소
- 최고속도 : 100 km/h

## 역 목록
| 역 번호 | 역명               | 일어 역명 | 역간 거리 | 영업 거리 | 접속 노선                                                     | 소재지 | 소재지   |
| ------- | ------------------ | --------- | --------- | --------- | ------------------------------------------------------------- | ------ | -------- |
| KH 28   | 주쇼지마           | 中書島    | -         | 0.0       | 게이한 전기 철도 게이한 본선                                  | 교토시 | 후시미구 |
| KH 71   | 간게쓰쿄           | 観月橋    | 0.7       | 0.7       |                                                               | 교토시 | 후시미구 |
| KH 72   | 모모야마미나미구치 | 桃山南口  | 1.6       | 2.3       |                                                               | 교토시 | 후시미구 |
| KH 73   | 로쿠지조           | 六地蔵    | 0.8       | 3.1       | 교토 시 교통국 지하철 도자이 선 (T01) 서일본 여객철도 나라 선 | 교토시 | 후시미구 |
| KH 74   | 고와타             | 木幡      | 0.8       | 3.9       |                                                               | 우지시 | 우지시   |
| KH 75   | 오바쿠             | 黄檗      | 1.5       | 5.4       | 서일본 여객철도 나라 선                                       | 우지시 | 우지시   |
| KH 76   | 미무로도           | 三室戸    | 1.8       | 7.2       |                                                               | 우지시 | 우지시   |
| KH 77   | 우지               | 宇治      | 0.4       | 7.6       |                                                               | 우지시 | 우지시   |